# Vierkanter (Gruppe)
Die Vierkanter sind eine niederösterreichische Musikgruppe.
Sie produzieren A-cappella-Kabarett, Comedy und Volksmusik. Der Name Vierkanter soll an die typische Form der Bauernhöfe des Mostviertels erinnern, den Vierkanthof.

## Diskografie
- 4KANTIS Die versungene Welt (2012)
- Stimmsterne (2011)
- VOKALaugenschein bei STIMMstärke 4 (2006)
- SINGflut light (2006)
- Hinter uns die Singflut
- Süß-saure Vokalhäppchen
- Falsch verbunden!?
- A cappella unter'm Weihnachtsbaum (2004)
- Schie-bung... macht den Meister (2002)
- Von Kopf bis Fuß (2000)
- Quer durch (1998)

## Auszeichnungen
- 2002: Ward Swingle Award (in Graz)